# Orcómeno (hijo de Minias)
En la mitología griega, Orcómeno, (en griego Ὀρχομενός) hijo de Minias, fue un rey de Flegias, que por él recibió el nombre de Orcómeno. Su madre, aunque dudosamente, fue Fanosira.
Los habitantes del reino se denominaron orcomenios, pero continuaron usando el nombre de minias para distinguirse de los orcomenios de Arcadia. Durante el reinado de Orcómeno llegó un tal Hieto de Argos, que se había exiliado por el asesinato de Moluro, hijo de Arisbante, al que dio muerte cuando le sorprendió con su esposa. A él le cedió Orcómeno la tierra que está alrededor del Hieto y la que está pegando a ésta.
Pausanias nos dice que al morir Orcómeno sin hijos el trono orcomenio pasó a manos de Clímeno, hijo de Presbón y nieto de Frixo. De Atamante, el padre de Frixo, se dice que era hijo del propio Minias, según una versión. Según el Catálogo de mujeres los hijos de Orcómeno fueron «Aspledón, Clímeno y Anfídoco, semejante a un dios»; al menos Aspledón fue el héroe epónimo de la polis homónima de la Fócide. Su hijo Clímeno fue el padre de Eurídice, la esposa de Néstor de Pilos. Orcómeno fue padre de al menos una hija, Élara, madre de Ticio «de enormes proporciones» en su unión con Zeus.
Una versión alternativa nos dice que Orcómeno era hijo de Zeus y Hermipe, hija del epónimo Beoto. Otra versión más dice que su esposa era Isíone, hija de Dánao, pero ésta tuvo unión con Zeus (pero no se indica descendencia). Y aún otra versión más, para complicar más el asunto, dice que Hermipe era la esposa de Orcómeno pero tuvo a Minias de Poseidón.